# 小林孝三郎
小林孝三郎（こばやし こうざぶろう、1897年6月29日 - 1995年7月22日）は、茨城県坂東市(旧岩井市)生まれの実業家であり、コーセーの創設者である。
長男は第2代社長の小林禮次郎、三男は第3代社長の小林保清。孫は第4代社長の小林一俊。

## 略歴
- 1946年 - 小林合名会社設立、コーセー化粧品の製造・販売をスタート。
- 1948年 - 小林コーセー設立、代表取締役社長就任。
- 1951年 - コーセー商事会社設立。
- 1956年 - 株式会社アルビオン設立。
- 1965年 - 株式会社アルビオン代表取締役会長就任。
- 1981年 - 小林コーセー代表取締役会長就任。
- 1991年 - 社名をコーセーに変更。
- 1995年 - コーセー名誉会長就任。